# Symbolika chemiczna
Chemia posługuje się specyficzną symboliką do opisu cząsteczek i reakcji chemicznych.

## Symbole pierwiastków
Symbole pierwiastków pochodzą od ich nazw łacińskich. Część z nich to symbole jednoliterowe, np. H – wodór (hydrogenium), K – potas (kalium), N – azot (nitrogenium), część dwuliterowe (np. Cl – chlor (chlorum), Au – złoto (aurum), Pt – platyna (platinum), a pierwiastki nowo odkrywane lub hipotetyczne, o najwyższych liczbach atomowych, mają tymczasowo przydzielane symbole trzyliterowe (np. Uue – ununenn, Ubb – unbibi).
Symbole pierwiastków używa się w trzech znaczeniach:
- jako ogólny symbol pierwiastka, oznaczający wszystkie atomy danego pierwiastka występujące w przyrodzie,
- jako symbol pojedynczego atomu danego pierwiastka,
- w równaniach reakcji – jako symbol 1 mola (patrz układ SI) atomów danego pierwiastka lub też symbol 1 atomu, gdyż równania reakcji można interpretować jako zapis molowy, jak i cząsteczkowy.

Analogiczne symbole przypisano także do dwóch rodzajów atomów egzotycznych, które mogą tworzyć nietrwałe związki ze zwykłymi atomami: Mu – mionium, Ps – pozytonium.

## Symbole jonów i rodników
Jony oznacza się poprzez symbol pierwiastka lub grupy z dodanym w górnym indeksie znaku („+” dla kationów i „−” dla anionów). Znak (+) i (−) oznacza formalnie elementarny ładunek elektryczny, np. Na+
 – kation sodowy.
Gdy jon posiada wielokrotność tego ładunku, dodaje się jeszcze liczbę oznaczającą tę wielokrotność, np. Ca2+
 – kation wapniowy.
Gdy istnieje jasność, na którym konkretnie atomie w cząsteczce jest zlokalizowany ładunek elektryczny, znaki (+) i (−) podaje się bezpośrednio przy tym atomie. Gdy jednak ładunek jest zdelokalizowany w obrębie całej grupy, wstawia się ją w kwadratowy nawias, a znak ładunku podaje się za nawiasem, np. [HCOO]−
 – anion mrówczanowy.
Rodniki oznacza się poprzez dodanie małej kropki z prawej strony symbolu pierwiastka lub grupy, np. O•
 – rodnik tlenowy.

## Symbole wiązań chemicznych
Wiązania chemiczne we wzorach strukturalnych oznacza się symbolami kresek:
- kreska pojedyncza („−”) oznacza pełne wiązanie pojedyncze, kreska podwójna („=”) – pełne podwójne i kreska potrójna („≡”) – pełne potrójne.
- strzałka („→”) oznacza wiązanie koordynacyjne, przy czym strzałka jest skierowana w stronę akceptora elektronów
- kreska kropkowana („⋯”) oznacza wiązanie „połówkowe” lub niepełne, np. wiązanie wodorowe lub wiązanie pojedyncze zdelokalizowane; może też oznaczać wiązanie w trakcie tworzenia lub zrywania
- kreska kropkowana nad kreską zwykłą („…”) oznacza wiązanie „półtorakrotne”, a dokładniej podwójne zdelokalizowane.
- kółko w układach cyklicznych oznacza występowanie aromatycznego układu wiązań, np. w benzenie.

Wyjątek od tego stanowią wiązania jonowe, które oznacza się, pisząc po prostu (zwykle w kwadratowych nawiasach) oba jony tworzące to wiązanie, np. [Na]+
[Cl]−
.

## Wzory chemiczne
Wzory chemiczne to skrótowy zapis składu atomowego cząsteczek. Rozróżnia się tutaj:
- Wzory sumaryczne proste, w których podaje się prostą listę atomów wchodzących w skład danego związku wraz z ich krotnościami (np. H
2SO
4, zapis Hilla). Wzór taki jest nazywany wzorem empirycznym, ponieważ może być ustalony na podstawie tylko zbadanej doświadczalnie zawartości wagowej poszczególnych pierwiastków.
- Wzory sumaryczne rozbudowane, uwzględniające elementy faktycznej struktury związku, które mogą mniej lub bardziej dokładnie „rozpisywać” strukturę związku np. CH
3CH
2OH = C
2H
5OH (etanol).
- Wzory strukturalne, które przyjmują formę rysunku, gdzie zwykle pokazuje się, jak i jakimi wiązaniami są połączone wszystkie atomy w cząsteczce; podobnie jak wzory sumaryczne – spotyka się wzory strukturalne pełne (ze wszystkimi atomami i wiązaniami), oraz wzory strukturalne mniej lub bardziej „skompresowane”, w których pewne grupy atomów zastępuje się ich skrótami; ponadto wzory te można rysować tak, aby dobrze oddawały faktyczny układ przestrzenny atomów i kąty wiązań chemicznych lub rysować je „płasko”, ignorując faktyczny układ atomów w przestrzeni.
  - We wzorach strukturalnych bardziej złożonych związków organicznych tradycyjnie pomija się całkowicie większość atomów węgla i wodoru występujących w głównym szkielecie cząsteczki; kreski symbolizujące wiązania chemiczne między atomami węgla łączy się bezpośrednio z sobą, przyjmując konwencję, że na wszystkich połączeniach tych kresek występują atomy węgla, zaś atomy wodoru należy domyślnie uzupełnić tak, aby uzyskiwać zawsze czterowiązalny atom węgla; taka konwencja ułatwia znacznie rysowanie wzorów strukturalnych uwzględniających faktyczny, przestrzenny „wygląd” cząsteczki.

Przykłady wzorów chemicznych – metylocykloheksan
1 – prosty wzór sumaryczny, 2 – rozwinięty wzór sumaryczny, 3 – szkieletowy, płaski wzór strukturalny, 4 – szkieletowy, przestrzenny wzór strukturalny, 5 – pełny wzór strukturalny

Do układania związków chemicznych według wzoru sumarycznego może być użyty porządek Hilla, np. BH
3, BaCl
2, CH
4, ClNa, C
2H
4, C
2H
4O
2, C
2H
6, HOT.
Do zapisu struktury molekuł w bazach danych stosuje się także różnego rodzaju systemy przekształcające wzory strukturalne w ciągi znaków, które bezpośrednio mogą być analizowane przez programy komputerowe, m.in. SMILES, CML i wiele innych. Te formy zapisu struktury cząsteczek nie są jednak uznawane za wzory chemiczne w tradycyjnym sensie.

## Skróty grup
We wzorach bardziej złożonych związków chemicznych stosuje się skróty, oznaczające całe, często powtarzające się grupy chemiczne. Konwencja tych skrótów jest inna w chemii nieorganicznej, metaloorganicznej i organicznej.
Skróty te stosuje się często zarówno we wzorach sumarycznych, jak i strukturalnych
Przykład skrótów używanych w chemii organicznej:
- Bu – grupa butylowa (−C
4H
9)
- Me – grupa metylowa (−CH
3)
- Et – grupa etylowa (−C
2H
5)
- Pr – grupa propylowa (−C
3H
7)
- Ph – grupa fenylowa (−C
6H
5)

Przykład użycia skrótu:
EtOH = C
2H
5OH (etanol)

## Równania reakcji chemicznych
Równania reakcji chemicznych składają się z trzech części. Po lewej stronie pisze się wzory cząsteczek wchodzących do reakcji (substraty, mogą to być zarówno wzory sumaryczne, jak i strukturalne), przy czym cyfry występujące przed wzorami oznaczają liczby cząsteczek wchodzących do reakcji – lub w innej konwencji liczby moli tych cząsteczek. Potem pisze się strzałkę oznaczającą rodzaj reakcji, a za nią podaje się wzory i liczby cząsteczek powstających w wyniku reakcji (produkty).
Strzałki w reakcjach chemicznych mają ściśle określone znaczenie:
- strzałka pojedyncza „→” oznacza reakcję, która w danych warunkach zasadniczo przebiega tylko w jednym kierunku
- dwie strzałki lub „półstrzałki” skierowane w przeciwne strony („⇌”) oznaczają reakcję równowagową, tzn. sytuację, w której reakcja może zachodzić w obie strony, a kierunek przemiany jest zależny tylko od proporcji substratów i produktów w mieszaninie (dwóch strzałek z półgrotami nie należy zastępować pojedynczą strzałką z dwoma grotami („↔”), która jest zarezerwowana do oznaczania struktur mezomerycznych cząsteczki)
- przy rozpisywaniu reakcji reakcja redoks na poszczególne akty utleniania i redukcji, tradycyjnie stosuje się znak „=” dla podkreślenia, że akty te są tylko zapisem „buchalteryjnym” i nie symbolizują realnie występujących reakcji elementarnych.

Nad i pod strzałkami bardzo często dodaje się skrótowe opisy warunków w jakich zachodzi dana reakcja takie jak temperatura (np. _2000 °C_͕), użyty rozpuszczalnik, katalizator itp. Ponadto w schematach reakcji stosuje się też strzałki pionowe. Strzałka skierowana do góry („↑”) oznacza „uciekanie” gazowego produktu reakcji do atmosfery. Strzałka skierowana w dół („↓”) oznacza „wypadanie” nierozpuszczalnego, stałego produktu z roztworu, w którym zachodziła reakcja.
Bezpośrednio za wzorami substratów i produktów podaje się też czasem w nawiasach symbol stanu skupienia tych związków w momencie rozpoczęcia lub skończenia reakcji, np.:
HCl
(g) – gazowy chlorowodór, HCl
(aq) – roztwór wodny chlorowodoru (czyli kwas solny), H
2O
(s) – woda w formie lodu.
Równania reakcji można traktować dwojako:
- jako zapis przebiegu reakcji „pojedynczych” cząsteczek.
- jako zapis molowy – tzn. opisujący reakcję określonej liczby moli cząsteczek.

## Opisy mechanizmów reakcji
Równania reakcji są zazwyczaj bardzo przybliżonymi formami opisu faktycznego ich przebiegu, w których bierze się pod uwagę tylko wyjściowe substraty i końcowe produkty. W rzeczywistości reakcje chemiczne miewają często bardzo złożony przebieg, zwany ich mechanizmem.
Opisy mechanizmów reakcji są zbiorami równań opisujących poszczególne reakcje lub jak się czasami mówi, akty elementarne, których suma prowadzi do zajścia określonej reakcji chemicznej. W równaniach reakcji elementarnych stosuje się te same konwencje strzałek, co w przypadku pełnych równań reakcji. Oprócz tego jednak często stosuje się małe półkoliste strzałki pokazujące, skąd i dokąd prawdopodobnie przemieszczają się elektrony w trakcie zrywania jednych wiązań i powstawania nowych. Zrywanie i powstawanie wiązań symbolizuje się czasem także przez rysowanie kropkowanych linii – podobnych do symboli wiązań „połówkowych”, a oznaczających w tym przypadku „moment” zerwania lub powstania wiązania.
Czasami w opisach reakcji elementarnych podaje się także rozłożenie cząstkowego ładunku elektrycznego na poszczególnych grupach lub atomach. Stosuje się w tym celu symbole δ+ i δ− umieszczane bezpośrednio nad symbolami grup lub atomów. Ponadto, gdy ma miejsce zjawisko rezonansu chemicznego, pokazuje się w schematach mechanizmów postulowane struktury rezonansowe, które umieszcza się w nawiasach kwadratowych, a między nimi rysuje się pojedynczą strzałkę (↔) zakończoną z obu stron ostrzami. Strzałki tej nie należy mylić z symbolem reakcji równowagowej.
Schematy mechanizmów podaje się czasami w formie listy reakcji elementarnych lub w formie koła obrazującego faktyczny cykl przemian zachodzących w trakcie reakcji.
Przykłady schematów mechanizmu reakcji
Reakcja sumaryczna (reakcja metatezy przy krzemie)
Schemat mechanizmu reakcji Hecka
Odpowiednimi literami oznaczono następujące reakcje: A – addycja oksydatywna, B – powstanie π-kompleksu, C – β-eliminacja, D – odtworzenie katalizatora.